# Prêmio Panofsky
O Prêmio Panofsky (em inglês:  Panofsky Prize in Experimental Particle Physics) é um prêmio anual em física de partículas experimental concedido desde 1988 pela American Physical Society. É dotado com 10.000 dólares, homenageando Wolfgang Panofsky.

## Laureados
- 2017: Michel Della Negra, Peter Jenni e Tejinder Virdee por seu papel de liderança de destaque na concepção, esboço e construção dos detectores ATLAS e CMS, que foram decisivos na descoberta dos bósons de Higgs.[2]
- 2020: Wesley Smith[3]